# 하시모토 료스케
하시모토 료스케(일본어: 橋本 良亮, 1993년 7월 15일 ~ )는 일본의 가수, 배우이며, 남성 아이돌 그룹 A.B.C-Z의 멤버이다.
치바 현 출신. STARTO ENTERTAINMENT 소속.

## 약력
- 2004년 9월 8일, TV 도쿄의 버라이어티 프로그램 《Ya-Ya-yah》의 프로그램 기획 쟈니즈 Jr. 추가 오디션에 합격해, 쟈니즈 사무소의 레슨생이 된다.
- 2005년 여름무렵, 쟈니즈 Jr.내 유닛 J.J.Express의 멤버로 선택되었다.
- 2008년, 사나다 유마와 노자와 유키와 함께 쟈니즈 Jr.내 유닛 TOP3로 선택되었다.
- 2008년 8월 29일, A.B.C-Z의 멤버로 선택되었다.

## 출연

### 드라마
- 스프라우트 (2012년 7월 ~ 9월, 닛폰 TV) 타키가와 나오하루 역
- BAD BOYS J (2013년 4월 ~ 6월, 닛폰 TV) 히로 역

### 음악 프로그램
- 더 소년구락부 (2004년 ~ , NHK-BS2·BShi)

### 버라이어티 프로그램
- 백식~백으로 아는 하나의 지식~ (2007년 10월 ~ 2008년 3월, 후지 TV) ※준레귤러

### 영화
- 극장판 BAD BOYS J -최후에 지킬 것- (2013년 11월 9일 개봉, 쇼게이트) - 히로 역

### CM
- 닛신 레인지 Spa왕 (2009년)

### 무대
- Dream Boys (2006년 1월 3일 ~ 29일, 제국 극장)

등